# Demotispa madoni
Demotispa madoni là một loài bọ cánh cứng trong họ Chrysomelidae. Loài này được Pic mô tả khoa học năm 1936.